# Phare de Vinga
Le phare de Vinga (en suédois : Vinga fyr) est un  phare situé sur l'île de Vinga (en) appartenant à la commune de Göteborg, dans le comté de Västra Götaland (Suède).

## Histoire
Le premier phare a été mis en service en 1841. C'était le premier phare suédois équipé de lentille optique. Un second phare, de 9 m de haut, fut construit en 1854 pour faire de la station de Vinga une «double lumière», car il y avait eu des plaintes selon lesquelles il était difficile de faire la différence entre le phare de Skagen, au Danemark, et celui de Vinga, en Suède. Il fonctionnait à l'huile de colza. Dans les années 1880, le besoin d'un phare plus élevé était urgent.
Le phare actuel, mis en service en 1890, fonctionna à l'origine au kérosène. La lanterne du second phare a été enlevée et transformée en tour de guet. Le premier phare a été démoli et seules demeurent les fondations.
En 1948, le phare fut électrifié et en 1974, automatisé. Il est maintenant télécommandé par l'administration maritime suédoise, qui voulait désactiver le phare en 2007 puisque la marine marchande n'en avait plus besoin. La proposition a rencontré une forte opposition et depuis 2015 la tour est toujours active. Il est toujours équipé de sa lentille de Fresnel de 1er ordre. Situé à l'entrée du Cattégat, il marque l'entrée du port de Göteborg.
La station de Vinga a également une pyramide rouge distinctive, une balise de jour, adjacente à la tour. Il a été construit en 1857. Aujourd'hui, le phare de Vinga est une attraction touristique populaire, et pendant l'été il y a souvent des visites guidées sur l'île. Le poète et musicien suédois Evert Taube était le fils de l'un des gardiens de la lumière. Étant né la même année, en 1890, il y passa son enfance.

## Description
Le phare  est une tour carrée en porphyre de 29 mètres de haut, avec une galerie crénelée et une lanterne. Le phare est non peint et le dôme de la lanterne est gris. Il émet, à une hauteur focale de 46 mètres, deux éclats blancs, toutes les 30 secondes. Sa portée nominale est de 25 milles nautiques (environ 46 km).
Identifiant : ARLHS : SWE-076 ; SV-7547 - Amirauté : C0565 - NGA : 1020.

## Caractéristique dufeu maritime
Fréquence : 30 secondes (W)
- Lumière : 1 seconde
- Obscurité : 7,5 secondes
- Lumière : 1 seconde
- Obscurité : 20,5 secondes

|                |
| L'île de Vinga |

|          |
| Le phare |

### Lien connexe
- Liste des phares de Suède